# Werchnij Studenyj
Werchnij Studenyj (ukr. Верхній Студений) – wieś na Ukrainie, w obwodzie zakarpackim, w rejonie chuściańskim, w hromadzie Pyłypeć. W 2001 liczyła 759 mieszkańców.